# Geographie der Mongolei

Gebiet des heutigen Mongolischen Staates

Gebiet der Inneren Mongolei

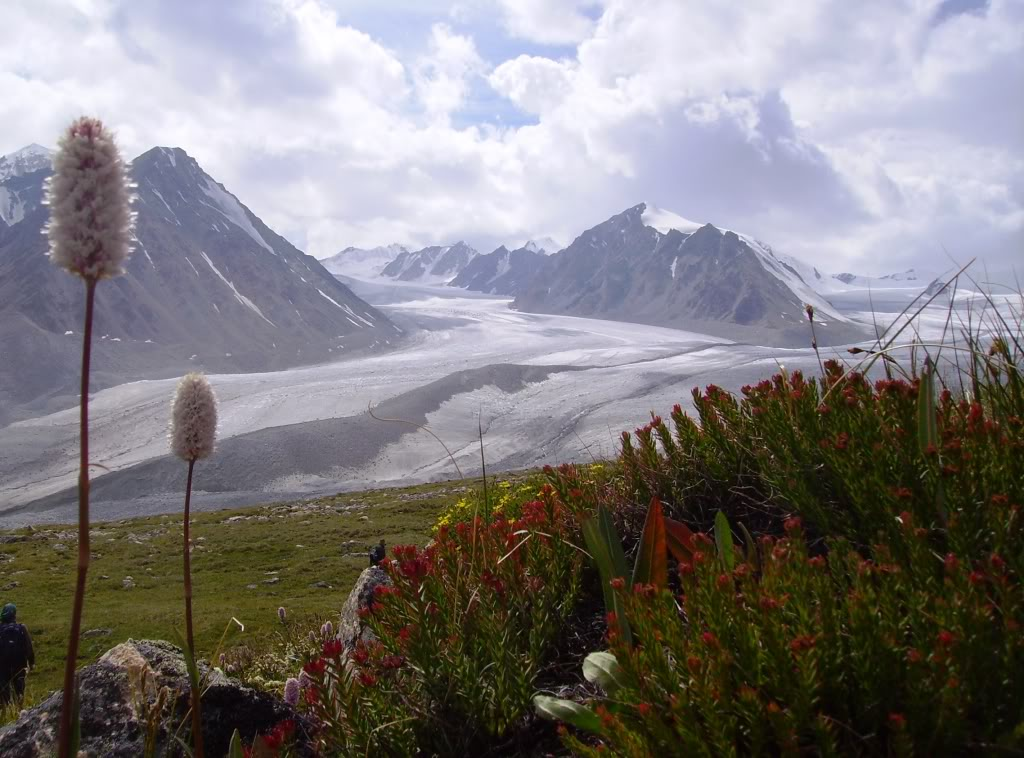
Tawan Bogd, ein Gebirgsmassiv im Westen des Landes

Die Geographie der Mongolei umfasst den heutigen Mongolischen Staat mit einer Fläche von 1.564.116 km², in der Rangliste der bestehenden Staaten der 19. Platz, und die Innere Mongolei, eine Autonome Region in der Volksrepublik China mit 1.218.698 km². Der historische Begriff Äußere Mongolei umfasst annähernd den heutigen, selbständigen Staat Mongolei, der im Gegensatz dazu eine zahlenmäßig geringe Bevölkerung von aktuell 3.068.243 hat, woraus sich eine Bevölkerungsdichte von nur 1,96 Einwohnern je km² ergibt. Der Mongolische Staat ist somit das gegenwärtig am dünnsten besiedelte Land der Welt. Demgegenüber hat die Innere Mongolei eine Bevölkerungsdichte von 20,51 Einwohnern je km². 
In der Hauptstadt Ulaanbaatar mit 1.380.792 Einwohnern leben 45 % der Menschen des Mongolischen Staates. Alle anderen Städte sind mit Abstand wesentlich kleiner und haben jeweils weniger als 100.000 Einwohner. Einige Stadtgründungen sind verhältnismäßig neu: So entstand Erdenet, die zweitgrößte Stadt, erst ab dem Jahr 1974 aufgrund des Kupfererzabbaus. Die drittgrößte Stadt Darchan wurde 1961 als Industriestandort gegründet. Die Innere Mongolei hat rund 25 Millionen Einwohner, die Hauptstadt Hohhot hat mit 2.866.615 (2010) rund doppelt so viele Einwohner wie Ulaanbaatar.

## Geologie

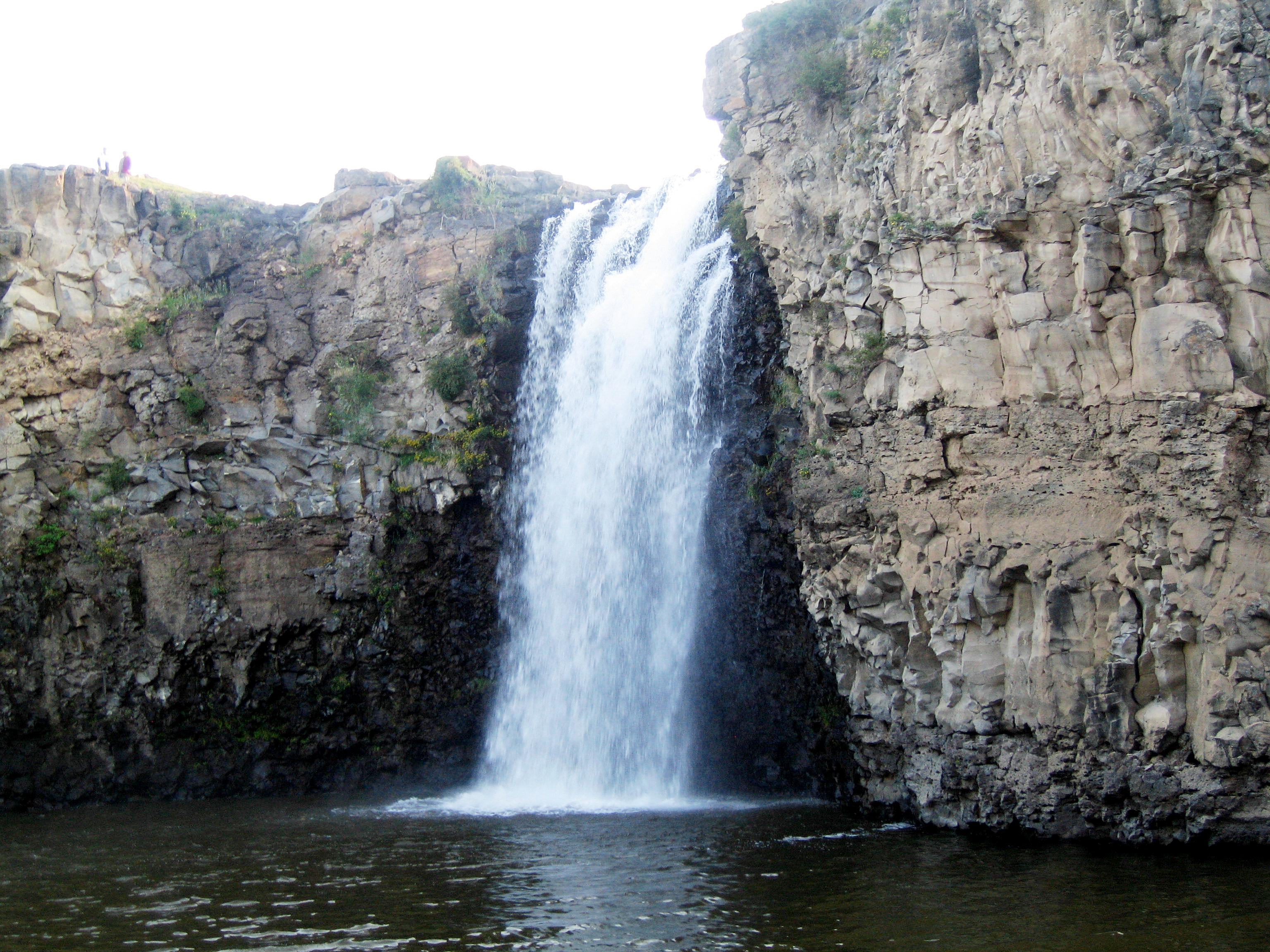
Der Ulaan-Tsutgalan Wasserfall am Ulaan Gol, kurz vor seiner Mündung in den Orchon

Eine weitere Besonderheit ist die Höhenlage: Rund ein Drittel des Landes sind Hochgebirge, die mittlere Landeshöhe liegt bei etwa 1580 Meter über dem Meeresspiegel. Im Westen des Landes, an der Grenze zu China, befindet sich im Altai der Chüiten-Gipfel, mit 4374 m der höchste Berg der Mongolei. In seiner Nähe liegt auch der Potanin-Gletscher, mit einer Länge von 14 km der größte in der Mongolei, der aber durch den Klimawandel deutlich abgeschmolzen ist; in den 1970er Jahren gab es dort noch 36 Gletscher mit einer Gesamtfläche von 160 km², für den Potanin Gletsche wurden damals 20 km als Länge angegeben. Der mongolische Teil des Gebirgsmassiv, in dem sich diese Gletscher befinden, gehört zum Altai Tavan Bogd National Park mit einer Fläche von 6.362 km². Hier liegen die Seen Khoton (50 km²), Khurgan und Dayan (67 km²). Das Mongolische Plateau gehört zu den rohstoffreichsten Gebieten der Erde. Abgebaut werden vor allem Steinkohle, aber auch Diamanten, Dolomit, Eisenerz, Flussspat, Gold, Kupfer, Molybdän, Phosphorit, Silber, Silicate, Wolfram, Uran, Zink und Zinn sowie verschiedene Seltene Erden. Außerdem gibt es Erdöl- und Erdgasvorräte. Das Erdöl zeichnet sich durch hohen Paraffingehalt aus. Der Abbau dieser Bodenschätze ist gegenwärtig noch mit hohen Umweltbelastungen verbunden.

## Hydrologie
Der Anteil der Wasserflächen wird mit 10.560 km² für den Mongolischen Staat oft zu gering eingeschätzt. Dies liegt an den unzähligen Seen und der starken Vereisung im Winter. Das Wasserreservoir des Landes besteht zu 10 % aus Gletschern und zu 84 % aus Seen. Es gab 2007 rund 260 Gletscher mit einer Gesamtfläche von 660 km². Die Gesamtfläche aller Seen wird mit 16.003 km² angegeben, wobei 83,7 % der Seen jeweils kleiner als 0,1 km² sind. Es gibt 3.060 mit einer Fläche von 0,1 km² oder mehr. Die flächenmäßig größten Seen des Landes sind der Uws Nuur mit etwa 3350 km² und der Chöwsgöl Nuur mit 2760 km². Der Chöwsgöl Nuur hat eine mittlere Tiefe von 138,5 m und ein Volumen vom 383,7 km³; damit enthält er 74 % der Trinkwasserreserven des Landes. Längster Fluss der Mongolei ist der Orchon. Er entspringt im Changai-Gebirge, in der zentralen Mongolei.
Bekannt ist die Wüste Gobi im Süden der Mongolei, die weit bis nach China reicht. Sie ist entstanden, weil das Hochland von Tibet den Zug von Regenwolken in Richtung Norden behindert. Es handelt sich um ein verhältnismäßig kaltes Wüstengebiet, das sich durch die zunehmende Bodennutzung gegenwärtig weiter ausbreitet.